# Hermann Garlichs

Hermann Garlichs

Hermann Garlichs (* 31. Januar 1807 in Bremen; † 24. Juni 1865 in Brooklyn) war ein deutscher Theologe, Gründer der ersten evangelischen Gemeinden westlich des Mississippi und Präses des „Deutsch-Evangelischen Kirchenvereins des Westens“ der USA. Er war verheiratet mit Adelheid von Borries. Das Leben des Ehepaares wurde Gegenstand der Auswanderer-Forschung. In der angelsächsischen Literatur ist sein Name gelegentlich zu Herman Garlichs (auch Garlich) abgeändert.

## Herkunft und Jugend
Garlichs kam aus einer Familie, die überwiegend im Oldenburgischen und dem Jeverland beheimatet war. Er wuchs in Bremen in einem wohlhabenden protestantischen Elternhaus auf. Der Vater Gerhard Christian Garlichs (1778–1830) war Kaufmann und bekannt dafür, dass er tief religiös und klassisch gebildet war. Die Mutter Jnsea Katharina Elise Lambertz (1782–1816) kam aus einer angesehenen Oldenburger Familie. Hermann hatte zwei Schwestern, darunter Emma Caroline Garlichs, verheiratete Eggers, die später als Freundin von Clara Schumann bekannt wurde und der Clara die „valses romantiques pour le pianoforte“ (op. 4, 1835) widmete. Das Ehepaar Schumann war sowohl bei der Familie Garlichs als auch Eggers häufiger zu Besuch, beide Familien waren dafür bekannt, dass sie bedeutende Kunstsammlungen besaßen.

## Ausbildung und Auswanderung
Garlichs lernte mehrere Sprachen und das Violin-Spiel und studierte vier Jahre lang Philosophie an den Universitäten von Göttingen, Bonn, Leipzig und Münster, promovierte zum Doktor der Philosophie und nahm eine Stelle als Erzieher auf dem Rittergut Steinlake des Landrats C.L. Philipp von Borries an. Dort verliebte er sich in die Tochter des Hauses, Adelheid von Borries (* 12. Juni 1815 Gut Steinlake; † 21. April 1873 Hannover). Wohl vor allem wegen ihres noch jungen Alters wanderte er 1833 zunächst ohne sie, aber mit Meller und Westerkappelner Auswanderern, in die USA aus. Angeregt durch die damals sehr bekannten Schilderungen von Gottfried Duden über die guten Verhältnisse in Missouri, ließ die Gruppe sich dort nieder. Ein Nachkomme dieser Aussiedler von 1833 schildert später Kosten und Umstände des damaligen Reisens über den Atlantik, den Existenz-Aufbau in den USA sowie den „vigorous pastor Hermann Garlichs“.

## Gründung deutscher evangelischer Gemeinden in Missouri
Garlichs gründete 1833 noch vor seiner Ordination, also als Laien-Prediger, in den kleinen Orten Femme Osage und St. Charles die ersten evangelischen Gemeinden westlich des Mississippi. 1835 kehrte er wieder nach Westfalen zurück, heiratete Adelheid von Borries, ließ sich in Bielefeld zum Pfarrer ordinieren und reiste mit seiner Frau zurück nach Femme Osage. Zunächst wohnte das Paar wie die anderen Siedler unter sehr einfachen Verhältnissen in einer Holzhütte, die fünf Meilen vom nächsten Ort Femme Osage entfernt war. Garlichs schilderte:

„Wir kamen mitten in dem ungewöhnlich strengen Winter von 1835 auf 1836 an und bezogen die Blockhütte, welche auf dem von mir bereits früher angekauften Grundstücke stand, die aber ihrem Zweck, vor der Kälte zu schützen, so wenig entsprach, daß an manchen Tagen, trotz allen Einheizens, die Luft sich noch nicht einmal bis zum Nullpunkte Reaumur [0 Grad Celsius] erwärmen ließ.“

Außerdem gab es damals in dieser Gegend noch Indianer außerhalb von Reservaten, die weitgehend noch nicht missioniert waren. Garlichs und die anderen Siedler hatten sich also tatsächlich im Wilden Westen niedergelassen. Erst Mitte 1837 ließ sich Garlichs neben der Kirche von Femme Osage auf eigene Kosten ein Pfarrhaus aus Stein erbauen. Es ist noch erhalten, erfährt dort traditionelle Wertschätzung und gilt als Beispiel der Architektur deutscher Einwanderer in Missouri.
Garlichs gründete und betreute von Femme Osage aus neben St. Charles mit der Friedens-Kirche (1834) zahlreiche weitere Gemeinden, so in den Orten Holstein (Immanuel-Kirche, 1839), Warrenton (Harmonie-Kirche, 1842), Washington (St. Peter, 1844) und Schluersburg (Bethanien, 1884). Schon wegen der großen Entfernungen war diese Arbeit sehr aufwändig. Auf seine Bitte hin wurde er daher zeitweise durch Gehilfen unterstützt, auch solche, die ihm der befreundete Johann Hinrich Wichern aus dem Rauhen Haus auslieh.

## Auseinandersetzung mit anderen Glaubensrichtungen
Garlichs war von der unierten preußischen Staatskirche geprägt. Wie die aus ländlichen Gegenden emigrierten Deutschen vertrat er eine eher konservative Auslegung der Bibel, was in den heutigen USA als „evangelikal“ bezeichnet würde. Damit stand er im Gegensatz zu anderen deutschsprachigen Einwanderern seiner Zeit, die reformierte Protestanten waren, vor allem aber zu solchen, die in religiöser Hinsicht „liberale“ Auffassungen hatten und wie beispielsweise Pastor Friedrich Münch aus Dutzow und andere aus städtischen Gemeinden wie Berlin, Gießen, Barmen und Basel die Dreieinigkeit lediglich als Konzept, nicht als wortwörtliches Dogma ansahen und sich „Freidenker“, „Rationalisten“ oder „Aufgeklärte“ nannten. Einige dieser Einwanderer hatten auch deistische Auffassungen und erklärten christliche Auffassungen als Aberglauben. Es kam zwischen diesen Richtungen zu lebhaften Auseinandersetzungen, auch zum Wechsel der Konfession. Schließlich gelang es Garlichs aber, seine religiöse Auffassung in den von ihm betreuten Gemeinden durchzusetzen. Ab 1839 unterstützte ihn dabei in Femme Osage Kasper Bode, der 1845 durch Garlichs ordiniert wurde und ab 1846 sein Nachfolger war. Heute erinnert eine Gedenktafel vor der (1888 neu errichteten) Kirche von Femme Osage an Garlichs und seinen Nachfolger Bode:

„Kirche von Femme Osage - Erste deutsche evangelische Gemeinde westlich des Mississippi. Gegründet 1833 durch Pfarrer Hermann Garlichs aus Bremen, Deutschland. Sein Nachfolger über 45 Jahre im Amt war Pfarrer Kasper Bode“

## Deutsch-Evangelischer Kirchenverein des Westens
In dem Bestreben, die protestantischen Gläubigen deutscher Sprache ungeachtet ihrer Ausrichtung zusammenzufassen, wurde 1840 in St. Louis der „Deutsch-Evangelische Kirchenverein des Westens“ gegründet. Garlichs wurde sein Sekretär, dann bis 1846 sein Präses und bestimmte so die Entwicklung der deutschsprachigen protestantischen Gemeinden bis weit über Missouri hinaus. Ein Jahr nach dem Tod von Garlichs ging der Kirchenverein zusammen mit anderen protestantischen Konfessionen deutscher Einwanderer in der „Deutschen Evangelischen Synode des Westens“ (German Evangelical Synod of the West) auf, die seit 1929 auf die Bezeichnung „Deutsche“ (German) in ihrem Namen verzichtet.

## Finanzielle und gesundheitliche Erschöpfung
Dass er Missouri 1846 verließ, begründete Garlichs mit zwei Umständen: Zum einen war er wie in amerikanischen Gemeinden üblich zum Unterhalt auf Spenden der Gläubigen vor Ort angewiesen:

„Der (sic) Gehalt, den ich bezog, und der ganz aus freiwilligen Beiträgen zusammengebracht werden mußte, betrug in den ersten Jahren buchstäblich gar Nichts, stieg aber aus allen Gemeinden zusammen noch nicht auf 200 Dollars, die noch zum großen Theil nur in Naturalien einkamen, und blieb meistens darunter, so daß ich bei einer Familie, die sich allmählig (sic) auf fünf Kinder vermehrte, und bei den mancherlei Ansprüchen anderer Art, die meine Lage mit sich brachte, regelmäßig alle Jahre sehr bedeutend aus eigenem Vermögen zusetzte.“

Zu den von Garlichs selbst bezahlten „Ansprüchen“ zählte nicht nur der Bau des Pfarrhauses, sondern teilweise auch der Bau der Steinkirche in Femme Osage und ihrer Orgel. Zwar war Garlichs 1833 mit beträchtlichem eigenen Vermögen nach Amerika ausgewandert und hatte danach immer wieder Zuwendungen aus Deutschland erhalten, so nach der Versteigerung der Gemäldesammlung aus dem Nachlass seines Vaters. Schließlich waren aber seine Mittel doch erschöpft.
Zum anderen habe seine Gesundheit einen Wechsel seiner Tätigkeit erfordert. Er betreute seit 1833 mehrere weit voneinander entfernte Gemeinden:

„Ich hatte damals nicht weniger als vier, eine geraume Zeit aber fünf verschiedene Gemeinden zu besorgen, die, zum Theil wenigstens, weit auseinander lagen. Besonders in der ungesunden Zeit, wo die meisten Krankenbesuche zu machen waren, hatte ich fast täglich schon deshalb meilenweite Wege zu machen; einmal, nebenbei gesagt, vierzig engl. Meilen, um einen Kranken zu besuchen. In den kirchlichen Festzeiten hielt ich oft so viele Predigten, als Tage in der Woche waren, indem es immer von einer Gemeinde zur anderen ging. Sonntags aber, Jahr aus Jahr ein, regelmäßig zwei, und zwar an verschiedenen Orten, so daß ich den halben Tag zu Pferde zubringen mußte.“

Vor allem diese dauernden Reisen als „circuit pastor“ führten zunehmend zur körperlichen Erschöpfung von Garlichs.

## Wechsel nach Brooklyn
Garlichs beendete daher 1846, als er in Bode einen guten Nachfolger gefunden hatte, seine Tätigkeit in Missouri, reiste mit seiner Familie nach Deutschland und nahm 1847 den Ruf auf die besser bezahlte und gesundheitlich weniger belastende Nachfolge eines Pfarrers in Brooklyn an. Für die Rückreise nach Amerika musste er das Ergebnis eines Spendenaufrufs der Gemeinde Elberfeld in Anspruch nehmen. Von Brooklyn aus nahm er weiter Einfluss auf die evangelischen deutschsprachigen Gemeinden der Ostküste der Vereinigten Staaten. So war er Mit-Herausgeber und Redakteur der Zeitschrift Der amerikanische Botschafter, die zu einer der pietistischen Traktat-Gesellschaften gehörte, die damals durch Einrichtungen und Personen der evangelischen Gemeinden Europas unterstützt wurden, so auch durch Johann Hinrich Wichern. Außerdem war Garlichs Mitglied der „Evangelischen Gesellschaft für die protestantischen Deutschen in Nord-Amerika“ und reiste wiederholt zu deren Fortbildungen zurück nach Deutschland. Solche Reisen waren damals nicht nur langwierig und anstrengend, sondern auch gefährlich: 1854 wurde während der Reise über den Atlantik jeder sechste Passagier schwerkrank oder starb.

## Einstellung zu Erziehung und Politik
Ein Erziehungsgrundsatz von Garlichs war, „man müsse Kindern den Willen brechen und sie zum Gehorsam anhalten, während sie noch klein seien. So liebend und weich er war, brauchte er doch treulich die Ruthe bei seinen Kindern in ihrem zarten Alter. [...] Die Folge dieser Erziehungsweise war, daß alle seine Kinder in Gehorsam und Liebe gegen ihre Eltern aufwuchsen.“
Garlichs war wie die meisten Einwanderer aus Deutschland (auch solche, die wie zunächst auch er in den sklavenhaltenden Südstaaten wohnten) gegen die Sklaverei. Als es zwischen den Süd- und den Nordstaaten der USA zu Spannungen kam, rechtfertigte er 1861 die Vorbereitungen des republikanischen Nordens auf den Bürgerkrieg so: „Unsere Obrigkeit hat sich als eine Dienerin Gottes uns zu gute gezeigt, und hat daher jetzt auch das volle Recht und die unabweisbare Pflicht, als Rächerin zur Strafe wider die Uebelthäter aufzutreten.“

## Nachwelt und Nachkommen
Als Garlichs 1865 in Brooklyn starb, erschien eine ausführliche Würdigung seiner seelsorgerlichen und kirchlichen Verdienste zusammen mit einigen seiner Predigten. Garlichs und seine Ehefrau hatten jeder für sich über viele Jahre ein Tagebuch geführt. Diese Aufzeichnungen und andere Quellen fanden Eingang in mehrere Werke der Auswanderer-Literatur. Außerdem wird Garlichs sowohl von der heutigen Evangelischen Kirche in Deutschland als auch von der United Church of Christ als Gründer überregionaler kirchlicher Verbände und vieler Gemeinden gewürdigt.
Sieben der elf Kinder des Ehepaars Garlichs lebten mindestens bis zum Tode des Vaters 1865, so in Femme Osage Carl Garlichs (* 1836, Börsenmakler in Brooklyn; † 1888 in Brooklyn), Franz Garlichs (1838–1892 in Femme Osage), Annette Garlichs (* 1845, † 1890 Gut Oberbehme) und in Brooklyn Philipp Garlichs (* ca. 1850, Geschäftsmann in San Franzisko), Bertha Adelheid Karoline Luise (* 31. Dezember 1853 in Brooklyn; † 12. April 1889 auf Gut Steinlacke) und Hermann Garlichs (1859–1920 in Brooklyn, Berg-Ingenieur). Mutter Adelheid Garlichs kehrte 1870 mit drei ihrer Kinder nach Deutschland zurück.